# Panolis semiconfluens
Panolis semiconfluens är en fjärilsart som beskrevs av Barend J. Lempke 1940. Panolis semiconfluens ingår i släktet Panolis och familjen nattflyn. Inga underarter finns listade i Catalogue of Life.